# Cuviera trilocularis
Cuviera trilocularis är en måreväxtart som beskrevs av William Philip Hiern. Cuviera trilocularis ingår i släktet Cuviera och familjen måreväxter. Inga underarter finns listade i Catalogue of Life.